# NGC 337

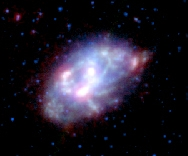
NGC 337 en infrarouge par le télescope spatial Spitzer.

NGC 337 est une galaxie spirale barrée cotonneuse
située dans la constellation de la Baleine. Elle a été découverte par l'astronome germano-britannique William Herschel en 1785.

## Caractéristiques
Sa vitesse par rapport au fond diffus cosmologique est de 1 331 ± 22 km/s, ce qui correspond à une distance de Hubble de 19,6 ± 1,4 Mpc (∼63,9 millions d'al).
À ce jour, une vingtaine de mesures non basées sur le décalage vers le rouge (redshift) donnent une distance de 19,350 ± 2,489 Mpc (∼63,1 millions d'al), ce qui est à l'intérieur des valeurs de la distance de Hubble.
La classe de luminosité de NGC 337 est IV et elle présente une large raie HI. Elle renferme également des régions d'hydrogène ionisé. La luminosité de la galaxie de NGC 337 dans l'infrarouge lointain (de 40 à 400 µm) est égale à 1,77 × 1010 {\displaystyle L_{\odot }} (1010,07{\displaystyle L_{\odot }}) et sa luminosité totale dans l'infrarouge (de 8 à 1 000 µm) est de 1,35 × 1010 {\displaystyle L_{\odot }} (1010,13{\displaystyle L_{\odot }}).

## Supernova
Deux supernovas ont été découvertes dans NGC 337 : SN 2011dq et SN 2014cx.

### SN 2011dq
Cette supernova a été découverte le  15 mai 2011 par l'astronome amateur sud africain Berto Monard. Cette supernova était de type II.

### SN 2014cx
Cette supernova a été découverte le 2 septembre 2014 à Yamagata au Japon par l'astronome japonais Koichi Itagaki. Cette supernova était de type IIP.

## Groupe de NGC 337
NGC 337 est la galaxie la plus grosse et la plus brillante d'un petit groupe de galaxies qui porte son nom. Outre NGC 337, le groupe de NGC 337 comprend au moins trois autres galaxies : NGC 274, NGC 275 et NGC 298.